# Kłoda (województwo mazowieckie)
Kłoda – wieś sołeckaw Polsce położona w województwie mazowieckim, w powiecie kozienickim, w gminie Magnuszew.
Wieś szlachecka  położona była w drugiej połowie XVI wieku w powiecie wareckim  ziemi czerskiej województwa mazowieckiego. W latach 1975–1998 miejscowość administracyjnie należała do województwa radomskiego.
Wierni kościoła rzymskokatolickiego należą do parafii św. Katarzyny w Ryczywole.